# Jason Brown (kunstschaatser)
Jason Brown (Los Angeles (Californië), 15 december 1994) is een Amerikaans kunstschaatser. Hij vertegenwoordigde in 2014 zijn vaderland op de Olympische Winterspelen in Sotsji en won er de olympische bronzen medaille bij de landenwedstrijd.

## Biografie
Brown was drieënhalf toen hij voor het eerst op de schaats stond. Zijn oudere zus was toen uitgenodigd voor een verjaardagsfeestje op de ijsbaan; om te voorkomen dat zij zich onzeker zou voelen op het ijs, schreef zijn moeder zowel haar dochter als haar zoon in voor schaatslessen. Jason Brown is, in tegenstelling tot zijn zus die later stopte, vervolgens altijd blijven schaatsen.
Voor zijn soloschaatscarrière schaatste Brown drie jaar (2004-2006) met Thea Milburn bij de paren. Op zijn elfde won hij de eerste belangrijke prijs: hij veroverde de nationale titel in de juniorencategorie juvenile, in 2010 gevolgd door de Amerikaanse jeugdtitel. Brown nam drie keer deel aan de WK voor junioren. In 2012 bemachtigde hij er brons, in 2013 zilver. In het seizoen 2013/14 maakte hij de overstap naar de senioren. Dankzij de zilveren medaille die hij won bij de nationale kampioenschappen werd hij afgevaardigd naar de Olympische Winterspelen in Sotsji. Met het landenteam veroverde hij brons, individueel eindigde hij als negende.
In het post-olympisch jaar won hij de nationale titel bij de mannen en werd hij vierde bij de WK en zesde bij de 4CK. Door een rugblessure kon hij in 2016 zijn titel niet verdedigen. Hiermee verloor hij ook een kans om zich te kwalificeren voor de wereldkampioenschappen. Brown vocht de beslissing van de Amerikaanse kunstschaatsbond om anderen aan te wijzen voor het WK-team aan, zonder succes. In 2017 won hij brons op de NK en was hij weer aanwezig bij de WK (zevende) en de 4CK (zesde).

## Belangrijke resultaten
| Kampioenschap                                                                | 09/10 | 10/11 | 11/12 | 12/13  | 13/14         | 14/15         | 15/16         | 16/17         | 17/18         | 18/19         | 19/20         | 20/21         |
| ---------------------------------------------------------------------------- | ----- | ----- | ----- | ------ | ------------- | ------------- | ------------- | ------------- | ------------- | ------------- | ------------- | ------------- |
| Olympische Spelen                                                            |       |       |       |        | 9e · (team)   |               |               |               |               |               |               |               |
| Wereldkampioenschap                                                          |       |       |       |        |               | 4e            |               | 7e            | t.z.t.        | 9e            | *             | 7e            |
| Viercontinentenkampioenschap                                                 |       |       |       |        |               | 6e            |               | 6e            | Brons         | 5e            | Zilver        | *             |
| Grand Prix-finale                                                            |       |       |       |        |               |               |               |               | 6e            |               |               |               |
| Nationaal kampioenschap                                                      |       | 9e    | 9e    | 8e     | Zilver        | Goud          | t.z.t.        | Brons         | 6e            | Brons         | Zilver        | Brons         |
| WK junioren                                                                  |       | 7e    | Brons | Zilver | geen deelname | geen deelname | geen deelname | geen deelname | geen deelname | geen deelname | geen deelname | geen deelname |
| Junior Grand Prix-finale                                                     |       |       | Goud  | 4e     | geen deelname | geen deelname | geen deelname | geen deelname | geen deelname | geen deelname | geen deelname | geen deelname |
| NK junioren                                                                  | Goud  |       |       |        | geen deelname | geen deelname | geen deelname | geen deelname | geen deelname | geen deelname | geen deelname | geen deelname |
| t.z.t. = trok zich terug / * Afgelast naar aanleiding van de coronapandemie. |       |       |       |        |               |               |               |               |               |               |               |               |